# 툼바호

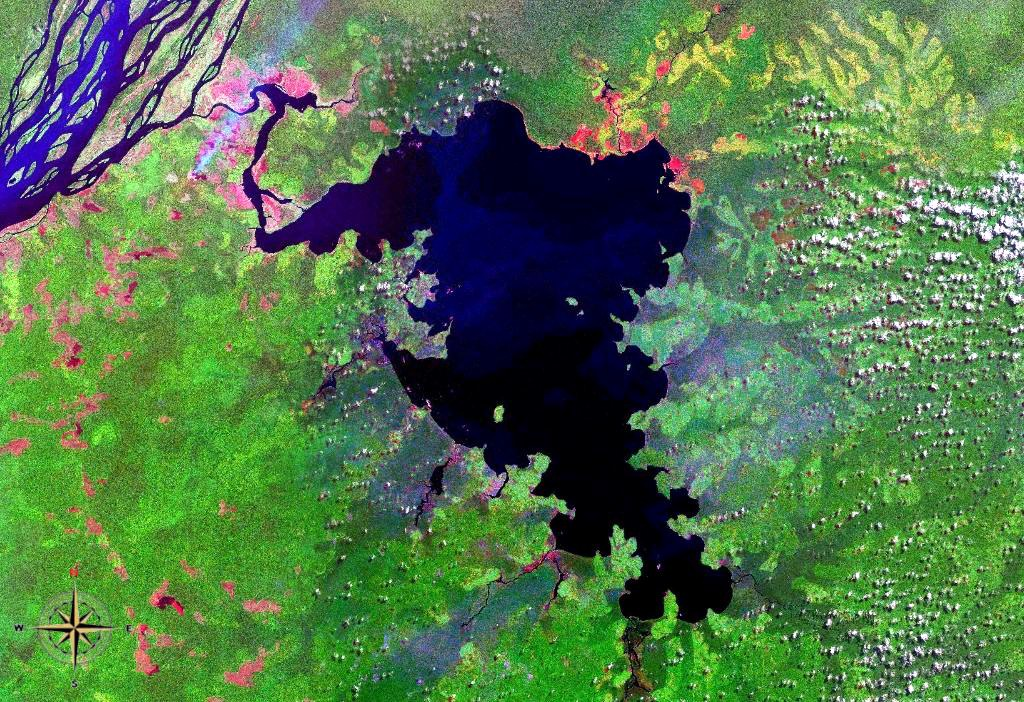
툼바 호

툼바 호(Lake Tumba)는 콩고 민주 공화국의 호수이다.